# Cynthia Ann Parker
Pour les articles homonymes, voir Parker.
Cynthia Ann Parker ou Naduah (parfois orthographié « Nadua » et « Nauta »), née le 28 octobre 1827 dans le comté de Crawford et morte en mars 1871, est une femme américaine d'ascendance européenne. Elle a été capturée en 1836 et enlevée à l'âge de neuf ans par des Amérindiens comanches qui ont tué, torturé ou violé plusieurs membres de sa famille lors du massacre de Fort Parker. Sa famille s'était installée au Texas, sur la frontière, dans les années 1830.
Intégrée dans la communauté comanche, Cynthia Ann Parker a été adoptée comme épouse du chef Peta Nocona (en). Elle resta avec les Comanches pendant 24 ans, durant lesquels elle donna naissance à trois enfants, avant d'être réintégrée de force à la communauté occidentale américaine à l'âge de 34 ans par la Texas Ranger Division.  Elle tenta de s'échapper au moins une fois pour retourner dans sa famille d'adoption comanche, auprès de ses enfants, mais elle fut ramenée au Texas, contre son gré. Elle passa les dix dernières années de sa vie à essayer de s'adapter à la vie « civilisée » texane. Son retour redonna espoir aux familles d'enfants enlevés par les Comanches, cependant, elle eut du mal à comprendre que l'on puisse la citer comme un exemple de réintégration au sein de la société occidentale américaine compte tenu du fait qu'elle en souffrit grandement. Un de ses trois enfants, Quanah Parker, fut le dernier chef comanche.

## Biographie
Cynthia est issue d'une famille américaine, fille de Lucy Doty et Silas M. Parker. Elle eut plusieurs frères et sœurs, John Richard, Ornela, James et Silas Jr. Parker.
Durant le massacre de Fort Parker, les Comanches capturèrent John Parker, sa petite-fille Cynthia Ann Parker, et quelques autres survivants. Cinq captifs furent emmenés en territoire comanche. Les Texans envoyèrent rapidement des secours (Texas Rangers). Au cours de leur traque des Amérindiens un des captifs, un adolescent, s'échappa. Tous les autres captifs furent libérés lorsque la rançon fut payée, sauf Cynthia qui demeura auprès des Amérindiens pendant près de vingt-cinq ans.

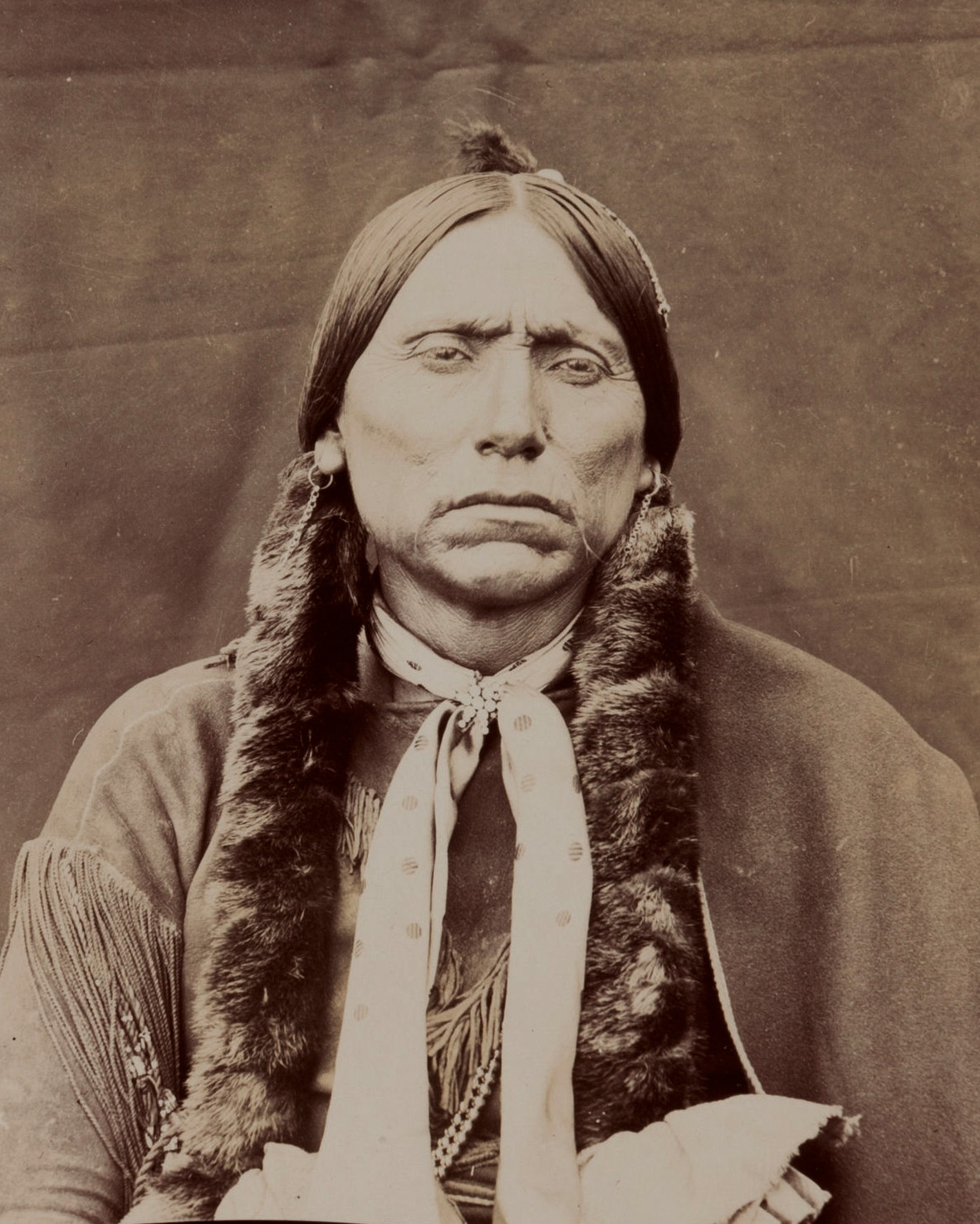
Quanah Parker, fils de Cynthia Ann Parker, devint un important chef comanche.

Cynthia Ann a été appelée Nauta par les Comanches, « elle porte elle-même avec la dignité et la grâce ». Elle devint un membre adopté de la tribu et adopta des manières amérindiennes. Cynthia Ann épousa un homme de la tribu, Puhtocnocony (appelé Peta Nocona (en)), et ils eurent deux fils, Quanah (signifiant « odeur » ou « parfum »), qui devint un important chef comanche, et Pecos (signifiant « arachides »), ainsi qu'une fille, Topsannah (« Fleur de Prairie »). Peta Nocona devint chef parmi les Comanches.
En décembre 1860, les Texas Rangers dirigés par Lawrence Sullivan « Sul » Ross, découvrirent un groupe de Comanches connus pour détenir des captifs américains.
Une bataille fut déclenchée par les Comanches mais les Américains furent vainqueurs.
Après le combat, les Américains interrogèrent les Comanches, dont Cynthia qui avait essayé de s'enfuir avec Peta Nocona (ils se doutaient qu'elle n'était pas d'origine comanche). Avec sa fille de deux ans dans les bras, elle réussit à se faire reconnaître, malgré son mauvais anglais, et Ross vit qu'elle avait les yeux bleus. Il devina alors son identité et lui dit que ses deux fils, Quannah et Pecos, étaient en vie.
Après cela, Cynthia fut malheureuse d'être séparée de sa famille amérindienne. Certains des Texas Rangers proposèrent de la ramener parmi sa famille et sa tribu adoptives, mais Ross souhaitait la rendre à sa famille d'origine européenne.
Ross envoya Cynthia et son enfant au tonnelier du camp. Il amena l'oncle de Cynthia, le colonel Isaac Parker. Il est dit que lorsque Parker a mentionné le nom de sa nièce, la femme se frappa la poitrine en disant : « moi, Cincee Ann ». Il prit alors Cynthia dans sa maison près de Birdiville. Bien qu'elle soit d'origine européenne, elle ne s'est jamais réadaptée à sa vie parmi les Blancs.
Le sauvetage de Cynthia Ann a frappé l'imagination du pays et a redonné espoir à ceux qui avaient perdu des parents, quand bien même Cynthia Ann ou Nauta souhaitait rester auprès de sa famille, les Comanches.

## Dans la culture populaire

### Cinéma
Le film La Prisonnière du désert (1956), réalisé par John Ford, s'inspire du roman d'Alan Le May, The Searchers (1954) qui s'inspire lui même de la vie de Cynthia Ann.
Le personnage « Dressée avec le Poing » du film Danse avec les loups (1990) est inspiré de Cynthia Ann Parker.

### Livres
Deux ouvrages retracent l'histoire de Cynthia Ann Parker depuis son adoption par les Comanches :
- 1980 : Comanche Moon, roman graphique de Jack Jackson paru aux éditions Artefact, traduction de la publication anglaise de janvier 1979
- 2022 : Naduah - Cynthia Parker, cœur enterré deux fois, bande dessinée de Séverine Vidal (scénario) et Vincent Sorel (dessin et couleurs), en 112 pages, parue aux éditions Glénat, Collection Karma, en mars 2022  (ISBN 978-2-344-04436-0)